# Закомарье
Закомарье (укр. Закомар'я) — село в Бусской городской общине Золочевского района Львовской области Украины.
Население по переписи 2001 года составляло 275 человек. Занимает площадь 1,348 км². Почтовый индекс — 80530. Телефонный код — 3264.